# Людовик II (граф Лоону)
Людовик II (нід. Lodewijk II van Loon; 1165– 29 липня 1218) — 9-й граф Лоону в 1194—1218 роках, граф Голландії та Зеландії в 1203—1206 роках (як Людовик I), номінальний граф Голландії в 1207—1213 роках.

## Життєпис
Походив з Лоонського дому. Син Герхарда II, графа Лоону, та Аделаїди Гельдернської. Народився 1165 року в Лооні. У 1189 році брав участь у війні батька проти герцогства Брабантського за володіння містом Сент-Трейден. 1194 року після смерті батька успадкував графство Лоон, а його брат Герхард отримав графство Рінек у Франконії. 1198 року надав підтримку Філіппу Гогенштауфену у боротьбі за німецьку корону.
1201 року вступив у суперечку з Генріхом I, герцогом Брабанту, за феоди, що перебували у Мецькій єпархії. Для підтримки своїх прав уклав союз з Льєзьким єпископством.
1203 року оженився на Аді, графині Голландії та Зеландії. Проти останньої виступив її стрийко Вільгельм (війна отримала назву Лоонської або війни за Голландську спадщину). Людовик ван Лоон не встиг зібрати достатньо військ й тому не зміг чинити опір Вільгельму. З огляду на це вимушений був тікати до Утрехту. Невдовзі його дружину захопили прихильники Вільгельма, її згодом було відправлено до Англії.
У свою чергу Людовик уклав союзи з графством Фландрія, герцогством Лімбург, Утрехтським і Льєзьким єпископствами, які визнали його та Аду графами Голландії та Зеландії. Його також підтримали шляхетські роди ван Воорне (бурграфів Зеландії), ван дер Леде, ван дер Мере, Амстел. 1204 року ван Лоон завдав поразки Вільгельму, який втік до Зеландії. 1205 року Вільгельм перейшов у наступ, на його бік перейшли міста та знать прибережної Північної Голландії та Південної Голландії. У 1206 році Людовик ван Лоон вимушений був відступити з Голландії, але у битві на річці Зейл зазнав поразки від Вільгельма. Того ж року було підписано договір, за яким Людовик та його дружина зберігали за собою Голландію, а Вільгельму передавалася Зеландія.
1207 року звільнив дружину з Англії, але відправив замість неї брата Арнольда як заручника. Разом з тим не зміг відновити права в Голландії, яку Вільгельм не передав подружжю. Людовик та Ада звернулися до імператора Оттона IV Вельфа щодо повернення їм Голландії. Втім у 1208 році імператор визнав Вільгельма графом Голландії. Ада продовжила свою боротьбу, підтримавши Гогенштауфенів.
У 1212 році підтримав Гуго де П'єррпона, єпископа Льєжу, який боровся проти Генріха I, герцога Брабанту, за графство Моха. 1213 року Людовик ван Лоон в битві на рівнині Степпес завдав нищівної поразки Генріху I Брабантському, змусивши того відмовитися від Моха на користь Льєзького єпископства. Того ж року Людовику ван Лоону та Аді довелося остаточно відмовитися від своїх прав на Голландське графство на користь Вільгельма.
1216 року англійський король Іоанн визнав Людовика та Аду графами Голландії, оскільки в цей час Вільгельм Голландський воював на боці Франції проти Англії. Втім допомоги від  останньої ван Лоон не отримав, оскільки того ж року король Іоанн помер. 1218 року Людовика ван Лоона було отруєно, ймовірно його братом Арнольдом, що 1216 року втік з Англії. Йому спадкував брат Генріх I.